# ميجويل آنجيل مونوز
ميجويل آنجيل مونوز (بالإسبانية: Miguel Ángel Muñoz )‏ (و. 1983  م) هو مغني، وراقص، وممثل مسرحي، وممثل أفلام، وعارض إسباني، ولد في مدريد.

## وصلات خارجية
- ميجويل آنجيل مونوز على موقع IMDb (الإنجليزية)
- ميجويل آنجيل مونوز على موقع ألو سيني (الفرنسية)
- ميجويل آنجيل مونوز على موقع ميوزك برينز (الإنجليزية)
- ميجويل آنجيل مونوز على موقع أول موفي (الإنجليزية)
- ميجويل آنجيل مونوز على موقع قاعدة بيانات الفيلم (الإنجليزية)
- ميجويل آنجيل مونوز على موقع كينوبويسك (الروسية)